# Mahmud Hotak
Shah Mahmud Hotak (Pasjtoe: شاه محمود هوتک), ook bekend als Shah Mahmud Ghilji (Pasjtoe: شاه محمود غلجي) (1697 - 22 april 1725), was een Afghaans heerser van de Hotakiden. Hij wierp de in verval geraakte dynastie van de Safawieden omver en was van 1722 tot aan zijn dood in 1725 kort de koning van Perzië. 

## Biografie
Hij was de oudste zoon van Mirwais Hotak, het hoofd van de Ghilji Pashtun-stam van Afghanistan, die de regio Kandahar in 1709 onafhankelijk had gemaakt van de Perzische heerschappij. Toen Mirwais in 1715 stierf, werd hij opgevolgd door zijn broer, Abdul Aziz, maar de Ghilji-Afghanen haalden Mahmud over om de macht voor zichzelf te grijpen; in 1717 wierp hij zijn oom omver en doodde hem.

## Sjah van Perzië

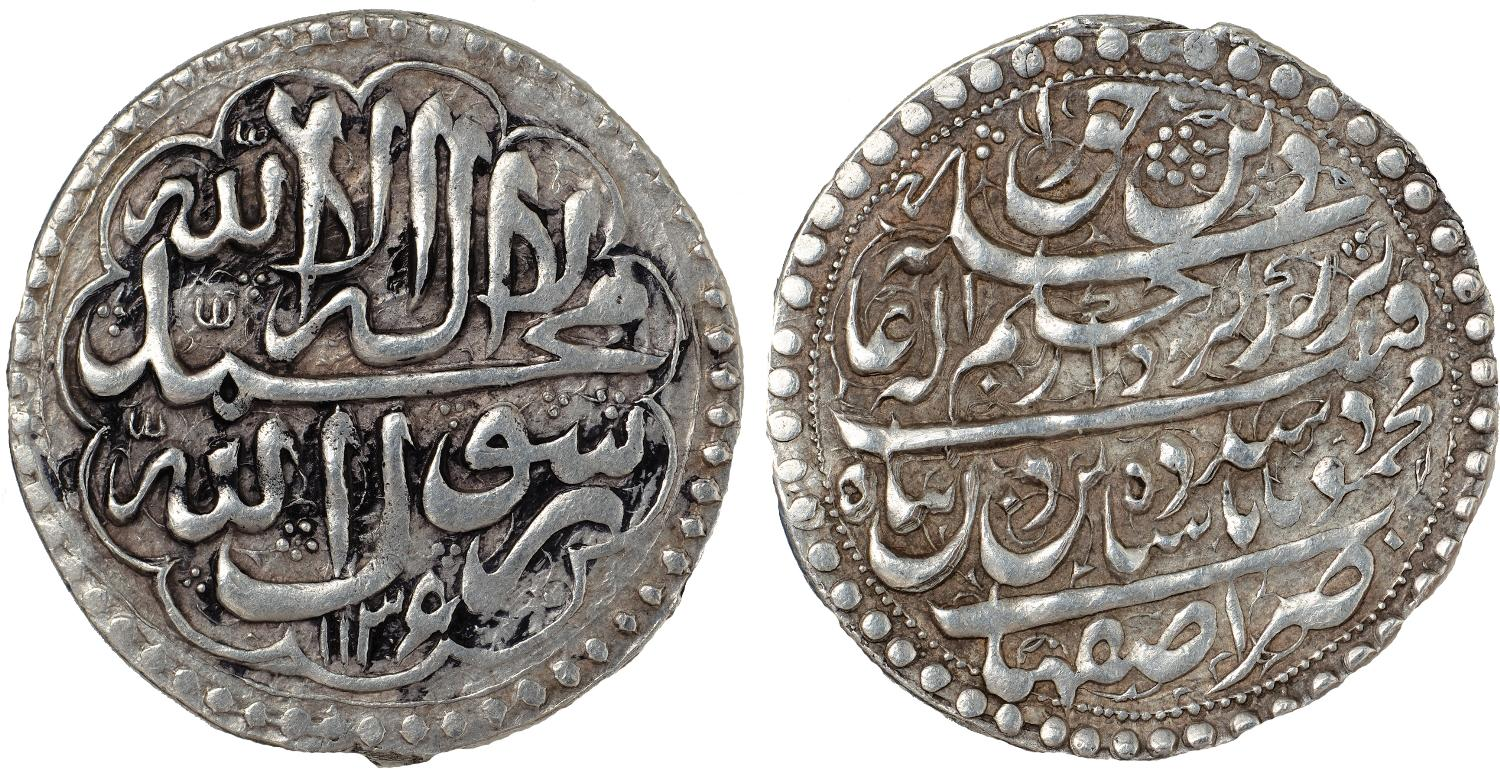
10 Shahi-munt van Mahmud; Isfahan mint, 1723

In 1720 versloegen Mahmud en de Ghilji's de rivaliserende etnische Afghaanse stam van de Abdali's. Mahmud oogde echter op het Perzische rijk zelf. Hij had in 1719 al een expeditie tegen Kerman opgezet en in 1721 belegerde hij de stad opnieuw. Bij het mislukken van deze poging en bij een andere belegering van Yazd, begin 1722, richtte Mahmud zijn aandacht op de hoofdstad van de sjah, Isfahan, nadat hij eerst de Perzen had verslagen in de Slag bij Golnabad. In plaats van in de stad af te wachten en zich te verzetten tegen de waarschijnlijk onsuccesvolle belegering door het kleine Afghaanse leger, trok Soltan Hoseyn I ten velde om in Golnabad  de strijd aan te gaan met de troepen van Mahmud. Het Perzische koninklijke leger werd hier op 8 maart radicaal verslagen en vluchtte in wanorde terug naar Isfahan. De sjah werd aangespoord om naar de provincies te ontsnappen om meer troepen te verzamelen, maar hij besloot in de hoofdstad te blijven die nu door de Afghanen werd omsingeld. Mahmuds belegering van Isfahan duurde van maart tot oktober 1722. Bij gebrek aan artillerie moest hij zijn toevlucht nemen tot een lange blokkade in de hoop de Perzen door uithongeren tot overgave te dwingen. Het bevel van Soltan Hoseyn tijdens het beleg toonde zijn gebruikelijke gebrek aan daadkracht en de loyaliteit van zijn provinciale gouverneurs begon te wankelen door dergelijke incompetentie. Hongersnood en ziekte dwongen Isfahan uiteindelijk tot overgave (naar schatting stierven 80.000 inwoners tijdens het beleg). Op 23 oktober trad Sultan Husayn af en erkende Mahmud als de nieuwe sjah van Perzië.

## Mahmud als sjah
In de begindagen van zijn bewind toonde Mahmud welwillendheid, behandelde hij de gevangen koninklijke familie goed en bracht hij voedselvoorraden naar de uitgehongerde hoofdstad. Maar hij kreeg te maken met een rivaal voor de troon toen Hoseyns zoon Tahmasp zichzelf in november tot shah uitriep. Mahmud stuurde een leger naar de basis van Tahmasp, Qazvin. Tahmasp ontsnapte en de Afghanen namen de stad in, maar geschokt door de manier waarop ze door het veroverende leger behandeld werden kwam de bevolking in januari 1723 tegen hen in opstand. De opstand was een succes en Mahmud maakte zich zorgen over de reactie toen de overlevende Afghanen terugkeerden naar Isfahan om het nieuws van de nederlaag te brengen. Lijdend aan psychische aandoeningen en uit vrees voor een opstand van zijn onderdanen, nodigde Mahmud zijn Perzische ministers en edelen onder valse voorwendselen uit voor een vergadering en liet ze afslachten. Hij executeerde ook tot 3.000 Perzische koninklijke wachters. Tegelijkertijd profiteerden de Perzische aartsrivalen, de Ottomanen en de Russen, van de chaos in Perzië om land voor zichzelf in beslag te nemen, waardoor de hoeveelheid grondgebied onder Mahmud's controle beperkt werd. 
Omdat hij Perzië zijn heerschappij niet had kunnen opleggen, werd Mahmud depressief en achterdochtig. Hij maakte zich ook zorgen over de loyaliteit van zijn eigen mannen, omdat veel Afghanen de voorkeur gaven aan zijn neef Ashraf Khan. In februari 1725, gelovend in een gerucht dat een van de zonen van Soltan Hoseyn, Safi Mirza, was ontsnapt, beval Mahmud de executie van alle andere Safavid-prinsen die hij in handen had, met uitzondering van Soltan Hoseayn zelf. Toen Soltan Hoseayn probeerde het bloedbad te stoppen, raakte hij gewond, maar zijn actie leidde ertoe dat Mahmud het leven van twee van zijn jonge kinderen spaarde.

## Dood
Mahmud begon te bezwijken aan waanzin en lichamelijke achteruitgang. Op 22 april 1725 bevrijdde een groep Afghaanse officieren Ashraf Khan uit de gevangenis waar hij door Mahmud was opgesloten en startte een paleisrevolutie die Ashraf op de troon plaatste. Drie dagen later stierf Mahmud, hetzij door zijn ziekte - zoals destijds werd beweerd - hetzij door verstikking.